# Cruz de Calatrava

A Cruz de Calatrava é um símbolo utilizado pela Ordem de Calatrava e pela Ordem de Montesa, assim como pela Ordem dos Pregadores. Consiste em uma cruz grega (com os quatro braços iguais), de gules, flor de lisada (com flores de lis nos extremos dos braços).
Esta cruz aparece em inúmeros escudos e bandeiras de municípios da província espanhola de Cidade Real, como Almagro, Daimiel, Almadén, Valdepeñas, Almodóvar del Campo o Argamasilla de Calatrava, ou na bandeira da cidade de Buenos Aires, na Argentina.